# سباق لو تور دو فرانس
سباق لو تور دو فرانس (بالإنجليزية: La Course by Le Tour de France)‏ هو موسم من سباق يوم واحد ‏،  من صنف ،  بدأ في 2014 في فرنسا،  بدأ الموسم بسباق سباق لو تور دو فرانس 2014 في 27 يوليو 2014،  وانتهى بسباق سباق لو تور دو فرانس 2021 في 26 يونيو 2021.

## تاريخ

### قائمة الفائزين
| السنة | الفائز             | الثاني              | الثالث              |
| ----- | ------------------ | ------------------- | ------------------- |
| 2014  | ماريان فوس         | كيرستن وايلد        | ليا كيرشمان         |
| 2015  | أنا فان دير بريغين | جولين ديهور         | ايمي بيترز          |
| 2016  | كلو هوسكينغ        | Lotta Lepistö       | ماريان فوس          |
| 2017  | أنيميك فان فليوتن  | Lizzie Deignan      | إليسا ونغو بورغيني  |
| 2018  | أنيميك فان فليوتن  | أنا فان دير بريغين  | آشلي مولمان         |
| 2019  | ماريان فوس         | ليا كيرشمان         | سيسيلي أوتوب لودفيغ |
| 2020  | Lizzie Deignan     | ماريان فوس          | ديمي فوليرينغ       |
| 2021  | ديمي فوليرينغ      | سيسيلي أوتوب لودفيغ | ماريان فوس          |

## وصلات خارجية
- الموقع الرسمي